# Cherokee
Cherokee („Чероки“) е хитов сингъл на шведската рок група „Юръп“. Той е четвъртият сингъл от албума „The Final Countdown“. Достига 72-ро място в класацията Billboard Hot 100 в САЩ.
Песента е написана през 1985 от вокала Джоуи Темпест. Тя е последната песен, писана за албума. Клипът е направен през октомври 1987 в Алмерия, Испания. Половината от него е снимана от небезизвестния режисьор на уестърни Серджо Леоне. При заснемането на сцената, където конете тичат през долината, случайно избухва пожар. Целият екип, както и членовете на групата бързо го потушават. От историческа гледна точка клипът има много неточности. Той представя чероките като равнинни индианци, живеещи в характерните за сиуксите типита. Всъщност племето чероки живели в горските местности на южните Апалачи. По времето на насилствено преселване от 1830, наречено „Пътеката на сълзите“, те променят местообитанието си в източна Оклахома. В племето никога не са използвани типита.

## Състав
- Джоуи Темпест-вокал
- Джон Норъм-китара
- Джон Ливън-бас китара
- Мик Микели-клавир
- Иън Хогланд-барабани